# Mário Garcia Leal Júnior
Mário Garcial Leal Júnior (São Paulo, 28 de maio de 1983), mais conhecido como Marinho, é um jogador de futsal brasileiro. Atualmente, joga pelo Magnus na posição de fixo.
Foi o artilheiro da Liga Futsal de 2006, com 25 gols, jogando pela equipe do Intelli. Entre 2006 e 2010, defendeu as cores da Seleção Brasileira de Futsal Masculino, onde foi campeão do Grand Prix de Futsal de 2006.